# Tulijärvi (sjö i Kuhmo, Kajanaland, 64,03 N, 30,32 Ö)
Tulijärvi är en sjö i kommunen Kuhmo i landskapet Kajanaland i Finland. Sjön ligger 202,9 meter över havet. Den är 6,4 meter djup. Arean är 44 hektar och strandlinjen är 5,14 kilometer lång. Sjön  ingår i Uleälvens huvudavrinningsområde.   Den ligger omkring 130 kilometer öster om Kajana och omkring 510 kilometer nordöst om Helsingfors. 